# دان فينيرتي
دان فينيرتي (بالإنجليزية: Dan Finnerty)‏ مواليد 22 يناير 1970 في روتشستر، نيويورك، الولايات المتحدة، هو ممثل أمريكي بدأ مسيرته الفنية سنة 1995.

## الأعمال
- ذا ترمينال
- صداع الكحول
- روك العصور

## روابط خارجية
- دان فينيرتي على موقع IMDb (الإنجليزية)
- دان فينيرتي على موقع ميوزك برينز (الإنجليزية)
- دان فينيرتي على موقع قاعدة بيانات الفيلم (الإنجليزية)